# 日立さくらロードレース
日立さくらロードレース（ひたちさくらロードレース）とは茨城県日立市で毎年4月の第1または第2日曜日に日立さくらまつりと同日に開催されるマラソン大会である。2001年に第1回大会が開催された。2009年には15,302人が参加した。

## 種目
ハーフマラソンから1.8kmまで5段階の距離に分かれ、各距離は年齢別に分かれている。
- ハーフマラソン(21.0975km)
  - 一般男子（39歳以下）高校生含む
  - 一般男子（40歳代）
  - 一般男子（50歳代）
  - 一般男子（60歳以上）
  - 一般女子（39歳以下）高校生含む
  - 一般女子（40歳以上）
- 10km
  - 一般男子（39歳以下）高校生含む
  - 一般男子（40歳代）
  - 一般男子（50歳代）
  - 一般男子（60歳以上）
  - 一般女子（39歳以下）高校生含む
  - 一般女子（40歳以上）
- 5km
  - 一般男子（39歳以下）高校生含む
  - 一般男子（40歳代）
  - 一般男子（50歳代）
  - 一般男子（60歳以上）
  - 一般女子（39歳以下）高校生含む
  - 一般女子（40歳代）
  - 一般女子（50歳以上）
- 2.2km
  - 中学男子
  - 中学女子
- 1.8km
  - 小学男子（3・4年生）
  - 小学男子（5・6年生）
  - 小学女子（3・4年生）
  - 小学女子（5・6年生）
- 1.8km
  - 親子・ファミリー（2人組）
  - 親子・ファミリー（3人組）
  - 親子・ファミリー（4人組）
  - 親子・ファミリー（5人組）
  - のんびりお花見（ジョギング・ウォーキング）